# Bezirk Hamburg-Nord
Bezirk Hamburg-Nord er et af de syv bezirke i Hamborg. I nord grænser bezirket op til delstaten Slesvig-Holsten, i øst mod Bezirk Wandsbek, i syd mod Bezirk Hamburg-Mitte og i vest mod Bezirk Eimsbüttel.

## Forvaltning
Forvaltningen har til huse i en bygning på Kümmellstraße 5, tegnet af Paul Seitz. Bygningen blev opført i årene 1953-1959 og er fredet. I februar 2014 blev området samt dets bygningen solgt til byggefirmaet Bauunternehmen Richard Ditting GmbH.
Bezirket er opdelt i tretten bydele, samt i tre regionalområder:
- Regionalbereich Eppendorf-Winterhude, der består af bydelene Eppendorf, Hoheluft-Ost og Winterhude.
- Regionalbereich Fuhlsbüttel-Langenhorn-Alsterdorf, der består af bydelene Alsterdorf, Fuhlsbüttel, Groß Borstel, Langenhorn og Ohlsdorf.
- Regionalbereich Barmbek-Uhlenhorst-Hohenfelde-Dulsberg, der består af bydelene Barmbek-Süd, Barmbek-Nord, Dulsberg, Hohenfelde og Uhlenhorst.

Alle tre regionalområder har en Regionalbeauftragten (regionalrepræsentant), der koordinerer sit områdes arbejde i bezirket. Desuden er der et Regionalausschuss (regionaludvalg) på femten personer, der er bezirkforsamlingens lokale fagudvalg.

## Politik
Til valget til Hamborgs borgerskab og til bezirkforsamlingen i 2011, blev Bezirk Hamburg-Nord opdelt i valgkredsene Eppendorf-Winterhude, Barmbek-Uhlenhorst-Dulsberg og Fuhlsbüttel-Alsterdorf-Langenhorn.

### Bezirkledere
- 1949–1955: August Obenhaupt (SPD)
- 1955–1973: Kurt Braasch (DP)
- 1973–1989: Werner Weidemann (SPD)
- 1989–1996: Jochen von Maydell (SPD)
- 1996–2008: Mathias Frommann (SPD)
- 2009–2012: Wolfgang Kopitzsch (SPD)
- 2012–2018: Harald Rösler (SPD)
- 2019–0000: Michael Werner-Boelz (Grüne)

## Kultur og seværdigheder

### Parker
- Friedhof Ohlsdorf
- Stadtpark i Winterhude
- Alster (øvre del)

### Naturbeskyttelsesområder
- Naturschutzgebiet Raakmoor i Langenhorn
- Naturschutzgebiet Rothsteinsmoor i Langenhorn
- Naturschutzgebiet Eppendorfer Moor i Groß Borstel

## Transport
Lufthavnen Flughafen Hamburg ligger i bydelen Fuhlsbüttel. Ud over U-Bahn-linje 1 og 3 kører også S-Bahn-linje 1 gennem bezirket.

## Personer med tilknytning til Hamburg-Nord
- Helmut Schmidt, forbundskansler for SPD, boede i bydelen Langenhorn.
- Wolfgang Borchert, forfatter, blev født i 1921 i Eppendorf og gik i skolen Erica-Schule, der senere blev opkaldt efter ham under navnet Wolfgang-Borchert-Schule.
- Ernst Thälmann, rigsdagsmedlem og leder af kommunistpartiet Kommunistische Partei Deutschlands. Han blev skudt i Buchenwald koncentrationslejr. En plads, Ernst-Thälmann-Platz, og et mindesmærke, Ernst-Thälmann-Gedenkstätte, er tilegnet ham.
- Samy Deluxe, rapper, gik i skolen Gesamtschule Eppendorf.
- Jan Delay (Jan Eißfeldt), rapper i gruppen Beginner. I "Lang is her" taler han med Samy Deluxe om sin ungdom i Eppendorf.
- Fabius, sanger og skuespiller. Voksede op i Eppendorf, gik i skolen Wolfgang-Borchert-Schule.
- Dirk Fischer, medlem af Forbundsdagen for CDU.
- Marcell Jansen, tidligere fodboldlandsholdsspiller og professionel fodboldspiller i Hamburger SV. Bor i Hamburg-Nord.
- Uwe Seeler, rekordmålscorer i fodboldklubben Hamburger SV. Voksede op i Eppendorf.

## Galleri
- Holthusenbad i Kellinghusenstraße, Eppendorf.
- Højbanestationen Mundsburg i Uhlenhorst.
- Flughafen Hamburg i Fuhlsbüttel.
- "Die Liegende" af Hans Martin Ruwoldt foran Bezirksamt Nord.
- Sygehuset Heidberg-Krankenhaus' hovedindgang i Langenhorn.
- Tidligere vandtårn med planetarium i Hamburger Stadtpark.
- Moskeen Imam-Ali-Moschee ved Außenalster.
- Bezirksamt Hamburg-Nord, Kümmellstraße 5–7, Eppendorf.
- Bydelsskolen Stadtteilschule Helmuth Hübener, Langenfort 68–70.